# Christoph von Griechenland

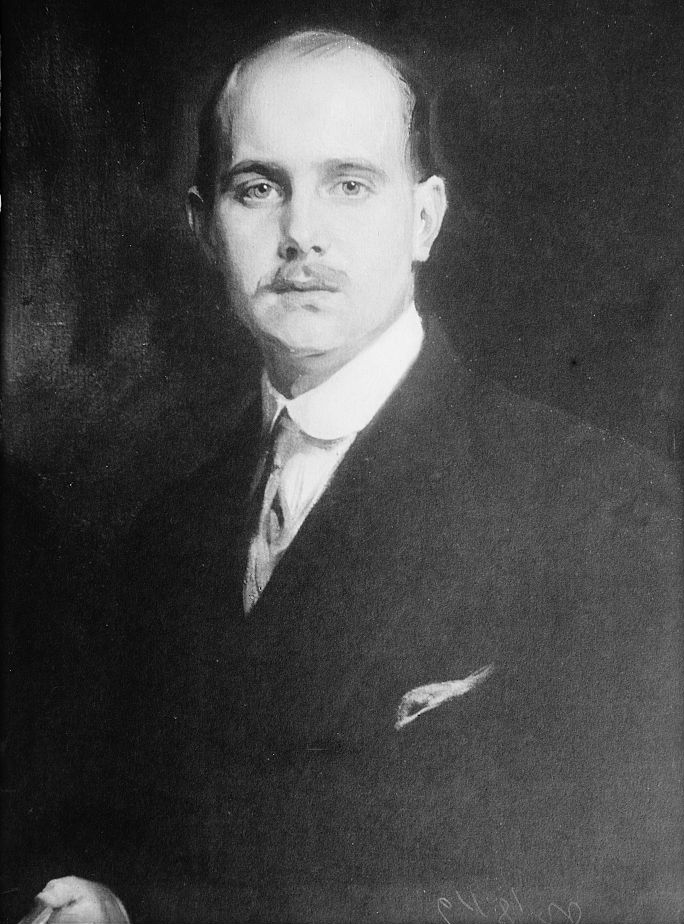
Prinz Christoph von Griechenland

Christoph von Griechenland und Dänemark, genannt „Christo“ (* 29. Julijul. / 10. August 1888greg. in Pawlowsk; † 21. Januar 1940 in Athen) war ein Mitglied des Hauses Schleswig-Holstein-Sonderburg-Glücksburg.

## Leben
Prinz Christoph war das jüngste von acht Kindern des griechischen Königs Georg I. (1845–1913) und seiner Ehefrau der Großfürstin Olga Konstantinowna Romanowa (1851–1926), Tochter des russischen Großfürsten Konstantin Nikolajewitsch Romanow und Prinzessin Alexandra von Sachsen-Altenburg. Er war ein Urenkel des Zaren Nikolaus I., Enkel des dänischen Königs Christian IX. und Onkel des britischen Prinzgemahls Philip, Duke of Edinburgh.
Christoph sprach fließend griechisch, deutsch, englisch, dänisch, russisch, französisch und italienisch. Die Geschwister sprachen miteinander griechisch, mit den Eltern jedoch englisch. Er studierte in Deutschland an der Universität Heidelberg, wo er sich dem Corps Saxo-Borussia anschloss. Ihm wurde der Thron von Portugal, Litauen und Albanien angeboten, die er aber wegen der königlichen Aufgaben ablehnte.

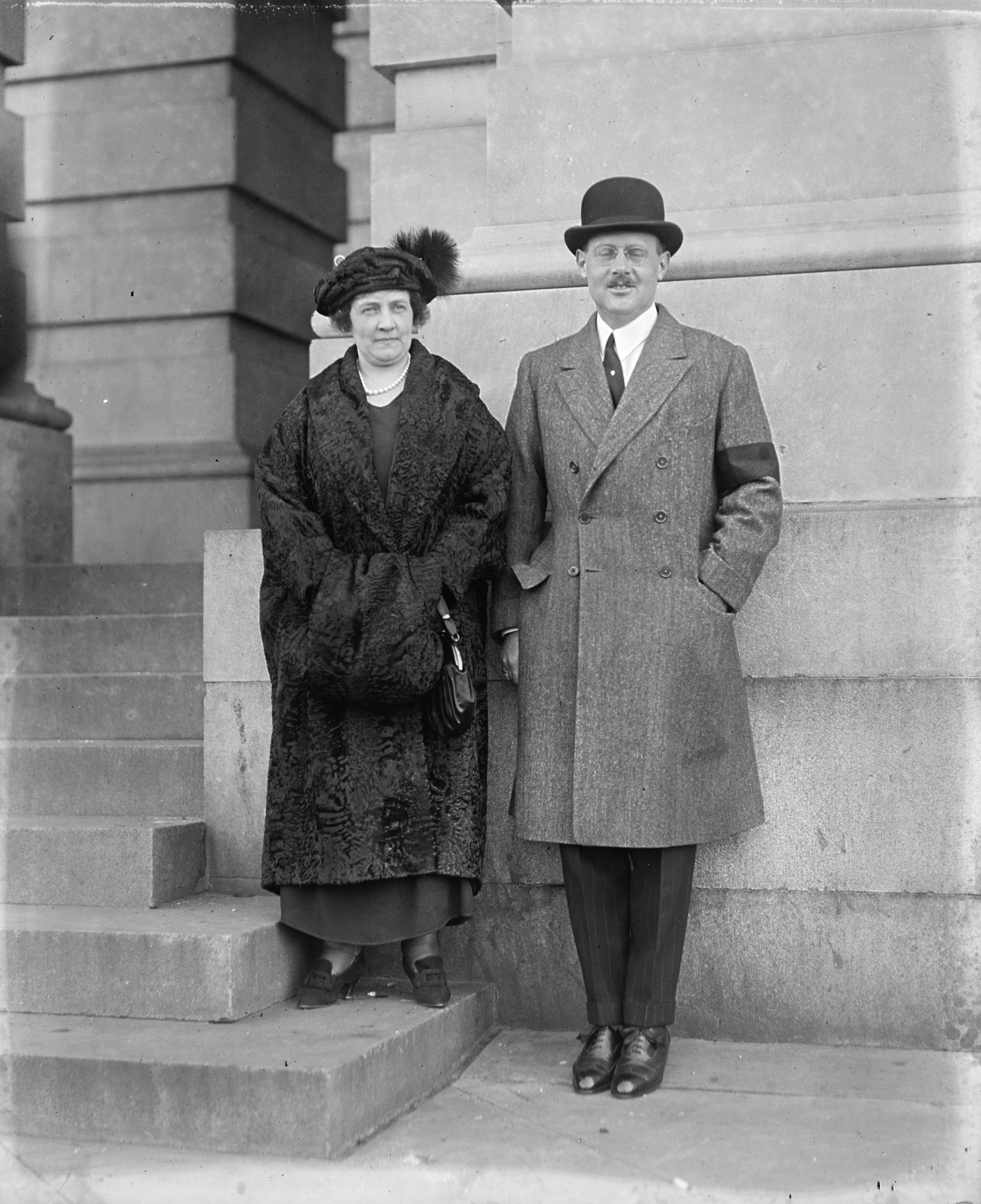
Fotografie von Prinz Christoph mit seiner ersten Ehefrau Anastasia, März 1923

Mit seiner britischen Cousine zweiten Grades Lady Alexandra Duff (1891–1959), der ältesten Tochter von Prinzessin Louise, hatte er 1910 eine Beziehung. Seine Eltern und die Großeltern der Braut waren gegen eine Heirat. 1913 heiratete Lady Alexandra im St James’s Palace Prinz Arthur of Connaught. 1914 verlobte sich Christoph mit der wohlhabenden amerikanischen Witwe, Nonnie May „Nancy“ Leeds, durch Komplikationen verzögerte sich jedoch die Heirat um sechs Jahre. Die Hochzeit fand am 1. Januar 1920 in Vevey statt. Nach der Heirat nahm die Braut den Namen „Anastasia“ an. Mit ihrem beträchtlichen Vermögen unterstützte sie die griechische Königsfamilie während ihres Exils in den zwanziger Jahren. Nancy starb weniger als drei Jahre nach der Hochzeit, 1923 an Krebs; ihr Geld und Besitz wurde zwischen ihrem Sohn aus zweiter Ehe, William Bateman Leeds Jr. (1908–1971), und ihrem Ehemann geteilt. Ihr Sohn heiratete 1921 die Nichte seines Stiefvaters, Großfürstin Xenija Georgijewna Romanowa (1903–1965).

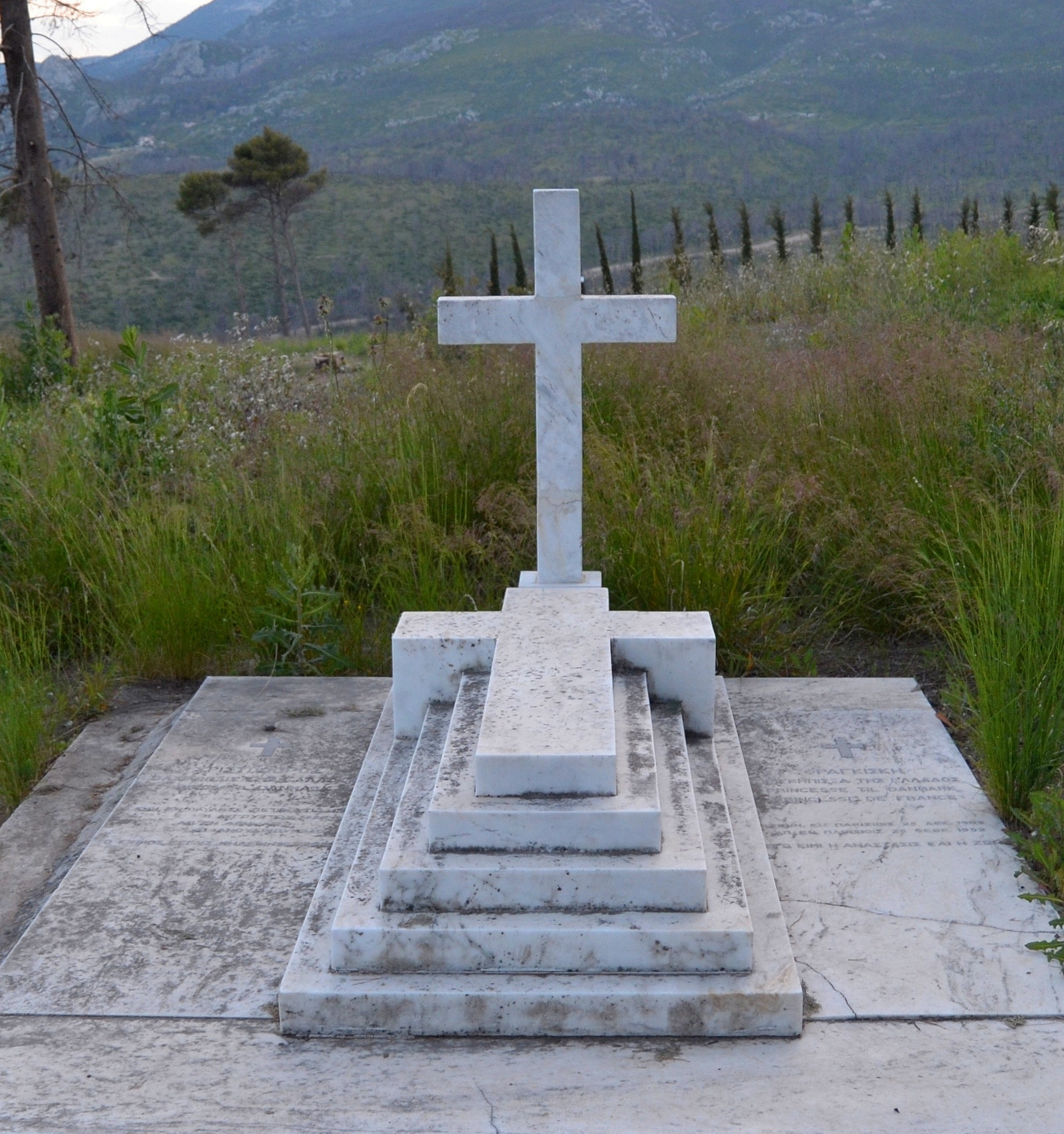
Grab von Prinz Christoph (links) and Prinzessin Françoise (rechts) auf dem Königlichen Friedhof Tatoi

Prinz Christoph heiratete 1929 in Palermo Françoise Isabelle Louise Marie von Orléans (1902–1953), Tochter des Jean d’Orléans, duc de Guise und der Isabelle d’Orléans. Das Paar hatte einen gemeinsamen Sohn, Prinz Michael von Griechenland (* 7. Januar 1939 in Rom; † 28. Juli 2024 in Athen). 
Prinz Christoph und seine zweite Frau liegen auf dem Königlichen Friedhof in Tatoi begraben.